# Rancho Jesús
Rancho Jesús är en ort i Mexiko.   Den ligger i kommunen Heroica Ciudad de Huajuapan de León och delstaten Oaxaca, i den sydöstra delen av landet, 230 km sydost om huvudstaden Mexico City. Rancho Jesús ligger 1 773 meter över havet och antalet invånare är 194.
Terrängen runt Rancho Jesús är kuperad. Runt Rancho Jesús är det ganska glesbefolkat, med 24 invånare per kvadratkilometer. Närmaste större samhälle är Ciudad de Huajuapan de León, 4,8 km öster om Rancho Jesús. I omgivningarna runt Rancho Jesús växer huvudsakligen savannskog.